# Jamaica Premier League
Die Jamaica Premier League (bis 2022 National Premier League) ist die höchste Spielklasse des nationalen jamaikanischen Fußballverbands.

## Aktuelle Saison
An der Saison 2023/24 nehmen die folgenden 14 Mannschaften teil:
- Arnett Gardens FC
- Cavalier FC
- Dunbeholden FC
- Harbour View FC
- Humble Lions FC
- Lime Hall Academy (Aufsteiger)
- Montego Bay United FC
- Mount Pleasant FA (Meister)
- Molynes United FC
- Portmore United FC
- Tivoli Gardens FC
- Treasure Beach FC (Aufsteiger)
- Vere United FC
- Waterhouse FC

## Meisterschaftshistorie

### Meister nach Jahren
| - 1973/74 – Santos FC - 1974/75 – Santos FC - 1975/76 – Santos FC - 1976/77 – Santos FC - 1977/78 – Arnett Gardens FC - 1978/79 – Meisterschaft abgebrochen - 1979/80 – Santos FC - 1980/81 – Cavalier FC - 1981/82 – Meisterschaft nicht ausgetragen - 1982/83 – Tivoli Gardens FC - 1983/84 – Boys’ Town FC - 1984/85 – Jamaikanische Streitkräfte - 1985/86 – Boys’ Town FC - 1986/87 – Seba United FC - 1987/88 – Wadadah FC - 1988/89 – Boys’ Town FC - 1989/90 – Reno FC - 1990/91 – Reno FC - 1991/92 – Wadadah FC - 1992/93 – Hazard United FC - 1993/94 – Violet Kickers FC - 1994/95 – Reno FC - 1995/96 – Violet Kickers FC | 0 | - 1996/97 – Seba United FC - 1997/98 – Waterhouse FC - 1998/99 – Tivoli Gardens FC - 1999/00 – Harbour View FC - 2000/01 – Arnett Gardens FC - 2001/02 – Arnett Gardens FC - 2002/03 – Hazard United FC - 2003/04 – Tivoli Gardens FC - 2004/05 – Portmore United FC - 2005/06 – Waterhouse FC - 2006/07 – Harbour View FC - 2007/08 – Portmore United FC - 2008/09 – Tivoli Gardens FC - 2009/10 – Harbour View FC - 2010/11 – Tivoli Gardens FC - 2011/12 – Portmore United FC - 2012/13 – Harbour View FC - 2013/14 – Montego Bay United FC - 2014/15 – Arnett Gardens FC - 2015/16 – Montego Bay United FC - 2016/17 – Arnett Gardens FC - 2017/18 – Portmore United FC - 2018/19 – Portmore United FC | 0 | - 2019/20 – Meisterschaft abgebrochen - 2020/21 – Meisterschaft nicht ausgetragen - 2021 – Cavalier FC - 2022 – Harbour View FC - 2022/23 – Mount Pleasant FA - 2023/24 – Cavalier FC |

### Statistik
| Rang | Klub                                           | Titel | Jahre                                    |
| ---- | ---------------------------------------------- | ----- | ---------------------------------------- |
| 1    | Portmore United FC (ehemals Hazard United FC)  | 7     | 1993, 2003, 2005, 2008, 2012, 2018, 2019 |
| 2    | Arnett Gardens FC                              | 5     | 1978, 2001, 2002, 2015, 2017             |
| 2    | Harbour View FC                                | 5     | 2000, 2007, 2010, 2013, 2022             |
| 2    | Tivoli Gardens FC                              | 5     | 1983, 1999, 2004, 2009, 2011             |
| 2    | Santos FC                                      | 5     | 1974, 1975, 1976, 1977, 1980             |
| 6    | Montego Bay United FC (ehemals Seba United FC) | 4     | 1987, 1997, 2014, 2016                   |
| 7    | Boys’ Town FC                                  | 3     | 1984, 1986, 1989                         |
| 7    | Reno FC                                        | 3     | 1990, 1991, 1995                         |
| 9    | Waterhouse FC                                  | 2     | 1998, 2006                               |
| 9    | Violet Kickers FC                              | 2     | 1994, 1996                               |
| 9    | Wadadah FC                                     | 2     | 1988, 1992                               |
| 9    | Cavalier FC                                    | 2     | 1981, 2021                               |
| 13   | Jamaikanische Streitkräfte                     | 1     | 1987                                     |
| 13   | Mount Pleasant FA                              | 1     | 2023                                     |